# Nimmi
Nimmi, née Nawab Bano, le 18 février 1933 à Agra, morte le 25 mars 2020 à Bombay, est une actrice du cinéma indien, qui a atteint la célébrité dans les années 1950 et au début des années 1960, dans les films hindis. Elle est l'une des principales actrices de l'âge d'or du cinéma hindi,,.
Elle gagne en popularité en jouant des personnages de belle de village pleine d'entrain, mais elle est apparue dans des genres divers tels que des films fantastiques et sociaux. Ses meilleures performances sont considérées comme étant celles dans les films Sazaa (en) (1951), le premier film en technicolor de l'Inde,  Mangala, fille des Indes (1952), Uran Khatola (en) (1955), Bhai-Bhai (1956), Kundan (1955), Mere Mehboob (en) (1963), Pooja Ke Phool (en) (1964), Akashdeep (1965) et Basant Bahar (en) (1956). Raj Kapoor a changé son nom de Nawab Bano en Nimmi,.

## Biographie

### Jeunesse
Nawab Bano est née le 18 février 1933 à Agra dans une famille musulmane. Sa mère était une chanteuse et une actrice, connue sous le nom de Wahidan, qui avait de bonnes relations dans l'industrie cinématographique. Le père de Nimmi, Abdul Hakim, travaillait comme entrepreneur militaire. Le prénom de naissance de Nimmi, Nawab, a été donné par son grand-père, tandis que sa grand-mère a ajouté Bano. Enfant, Nimmi se souvient d'avoir visité Bombay et que sa mère était en bons termes avec Mehboob Khan et sa famille, qui étaient importants et influents dans le monde du cinéma.
Lorsque Nimmi n'a que onze ans, sa mère meurt subitement. Son père vit à Meerut où il travaille et a une autre famille ; à ce moment-là, ses contacts avec la mère de Nimmi sont minimes. Nimmi est donc envoyée vivre à Abbottabad avec sa grand-mère maternelle. La partition des Indes a lieu en 1947, et Abbotabad passe au Pakistan. La grand-mère de Nimmi déménage à Bombay et s'installe dans le foyer de son autre fille, connue sous le nom de Jyoti. Elle-même ancienne actrice, Jyoti est mariée à G. M. Durrani (en), un chanteur, acteur et directeur musical indien populaire.

### Carrière
En 1948, par l'intermédiaire de sa mère Wahidan, qui a travaillé avec lui dans les années 1930, le célèbre cinéaste Mehboob Khan invite la jeune Nimmi à assister au tournage de sa production Andaz (en) aux Central Studios. Elle avait montré un intérêt pour le cinéma et c'était l'occasion de comprendre le processus de fabrication d'un film. Sur les plateaux de tournage d'Andaz, Nimmi rencontre Raj Kapoor, qui joue dans le film,,.
À cette époque, Raj Kapoor tourne sa production de La Mousson (1949). Ayant déjà confié le rôle principal à la célèbre actrice Nargis, il est à la recherche d'une jeune fille pour jouer le second rôle. Après avoir observé le comportement timide et sans affectation de Nimmi, invitée sur les plateaux de tournage d'Andaz, il la fait jouer dans La Mousson aux côtés de l'acteur Prem Nath (en). Nimmi joue le rôle d'une innocente bergère de montagne amoureuse d'un citadin sans cœur. La Mousson, sorti en 1949, marque l'histoire du cinéma. Ce fut un succès phénoménal et commercial. Malgré la présence de stars établies et populaires comme Nargis, Raj Kapoor et Prem Nath, Nimmi a un rôle très important et bien accueilli et a connu un succès immédiat auprès du public.

#### Ascension vers la gloire
Après La Mousson, Nimmi reçoit beaucoup d'offres de films. Elle développe ses talents de comédienne et son style d'interprétation personnel qualifié de maniéré. L'actrice, utilisant beaucoup l'expressivité de son regard dans son jeu, gagne rapidement une base de fans fidèles.

#### Années 1950
Elle travaille avec des acteurs reconnus comme Raj Kapoor (Banwara) et Dev Anand (Sazaa (en), Aandhiyan (en)). Nimmi forme à l'écran avec Dilip Kumar un duo populaire, après le succès de films comme Deedar (en) (1951) et Daag (en) (1952). Elle partage l'affiche de Barsaat et Deedar avec Nargis, et joue également aux côtés de nombreuses vedettes, dont Madhubala (Amar (en)), Suraiya (Shama), Geeta Bali (Usha Kiran) et Meena Kumari (Char Dil Char Rahen (en) (1959)). Nimmi est aussi chanteuse et interprète ses propres chansons dans le film Bedardi (1951), dans lequel elle joue également. Elle n'enregistre des chansons que pour ce film.
Mehboob Khan lui confie ensuite le rôle de Mangala dans Mangala, fille des Indes (1952). Le film est réalisé avec un budget extrêmement important. Nimmi y joue l'un des rôles principaux féminins. La popularité de Nimmi est telle que lorsqu'une première version du film est montrée aux financiers et distributeurs du film, ils objectent que le personnage de Nimmi meurt trop tôt. Une longue séquence de rêve est ajoutée pour donner à Nimmi plus d'importance et de temps d'écran dans le film. Mangala, fille des Indes est l'un des premiers films indiens à avoir une sortie mondiale. La première du film a lieu à Londres et Nimmi y assiste. La version anglaise s'intitule Savage Princess. Lors du voyage à Londres, Nimmi rencontre de nombreuses personnalités du cinéma occidental, dont Errol Flynn. Lorsque Flynn tente de lui embrasser la main, elle la retire en s'exclamant : « Je suis une Indienne, vous ne pouvez pas faire ça ! ». L'incident fait la une des journaux et la presse s'extasie sur le fait que Nimmi est la « ... fille indienne non embrassée »,.
Nimmi révèle également, dans une interview de 2013, que lors de la première londonienne d'Aan, elle a reçu quatre offres sérieuses d'Hollywood, dont une de Cecil B. DeMille qui a beaucoup admiré le film et la performance de Nimmi.
Nimmi décline ces offres, préférant se concentrer sur sa carrière florissante en Inde. Après le grand succès au box-office d'Aan, Mehboob Khan lui demande de jouer dans son film suivant, Amar (en) (1954). Nimmi y joue le rôle d'une pauvre laitière séduite par un avocat (Dilip Kumar). Le film met également en vedette Madhubala dans le rôle de la fiancée trompée de Kumar. Son sujet controversé, le viol, est en avance sur son temps et, bien que le film n'est pas un succès commercial, il n'en est pas moins un succès. La performance intense de Nimmi et le film sont applaudis par les critiques. Il reste le film préféré de Mehboob Khan parmi ses propres productions. Elle joue et devient productrice avec le film populaire Danka (1954) qui est sorti sous sa propre bannière de production. Kundan (en) (1955), produit par Sohrab Modi avec le nouveau venu Sunil Dutt, donne à Nimmi un double rôle mémorable de mère et de fille. Son interprétation sensible lui vaut d'être reconnue comme une actrice talentueuse et pleine d'entrain. Dans Uran Khatola (en) (1955), le dernier de ses cinq films avec Dilip Kumar, elle joue l'un des plus grands succès au box-office de sa carrière,.
Nimmi connait ensuite deux grands succès en 1956 avec Basant Bahar (en) et Bhai-Bhai (en). En 1957, à l'âge de 24 ans, Nimmi reçoit le prix de la critique de la meilleure actrice pour son rôle dans Bhai Bhai. Ces films sont également remarquables pour ses chansons, qui sont doublées par Lata Mangeshkar. À ce moment-là, grâce à une série de succès réguliers au box-office, Nimmi s'établit fermement comme l'une des premières dames les plus fiables et les plus populaires du cinéma hindi.
À la fin des années 1950, Nimmi travaille avec les réalisateurs de renom Chetan Anand (Anjali), Khwaja Ahmad Abbas (Char Dil Char Rahen (en)) et Vijay Bhatt (en) (Aṅgulimāla (en)). Prête à prendre des risques, Nimmi accepte des personnages controversés, comme la prostituée de Char Dil Char Raahen (1959). C'est au cours de cette phase que Nimmi devient très sélective, car elle s'efforce de trouver des projets et des rôles de meilleure qualité. Cependant, son jugement est parfois discutable lorsqu'elle rejette des films comme Sadhna (1958) de Baldev Raj Chopra, et Woh Kaun Thi? (en) (1963) de B.R. Chopra, qui ont tous deux été de grands succès pour Vyjayanthimala et Sadhana Shivdasani, respectivement. 

#### Love and God
À ce stade, Nimmi opté pour une retraite anticipée et le mariage, mais pas avant d'avoir investi tous ses efforts dans une dernière production cinématographique. Le réalisateur K. Asif (en) avait commencé sa version de la légende de l'amour Majnoun et Leila, Love and God (en), avant même d'avoir terminé son magnum opus Mughal-E-Azam (1960). Nimmi pensait que Love and God serait un chant du cygne approprié à sa carrière et à son droit à la gloire éternelle, tout comme Mughal-E-Azam avait immortalisé sa vedette, Madhubala. K. Asif a du mal à trouver le premier rôle masculin avant de choisir Guru Dutt comme co-star de Nimmi. Cependant, la mort soudaine et prématurée de Guru Dutt met un terme au tournage du film. Sanjeev Kumar est choisi pour le remplacer, mais le film est abandonné à la mort du réalisateur K. Asif.
Nimmi se retire du cinéma pendant plus de deux décennies, lorsque Akhtar Asif, la veuve de K. Asif, sort le film Love and God, le 6 juin 1986 sous une forme incomplète. Le film souffre cruellement d'un montage tronqué dans le but de couvrir le fait que plusieurs scènes clés et un dénouement clair n'ont pas été filmés avant la mort d'Asif. Mais les séquences que Nimmi a terminées, avant que le film ne soit mis au placard, montrent qu'elle a livré un portrait subtil et sensible et qu'elle était magnifique en Technicolor et dans les costumes d'époque.
En 2013, dans une rare interview accordée à Rajya Sabha TV (en), Nimmi raconte sa carrière complète dans le cinéma hindi, depuis ses débuts en tant qu'enfant à Agra, sa première percée dans Barsaat jusqu'à aujourd'hui, et ses expériences durant cette période.

### Vie personnelle

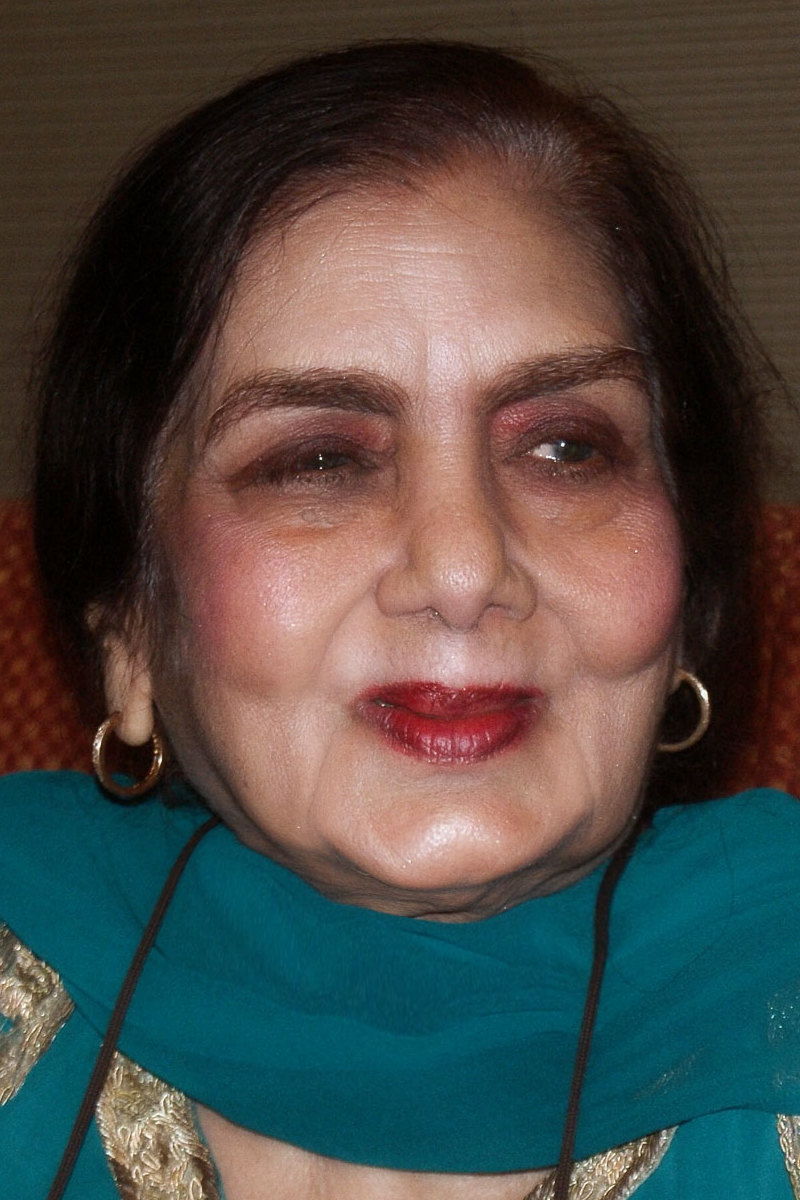
Nimmi en 2015.

Dans son entretien avec Irfan et Rajya Sabha TV (en), Nimmi raconte qu'elle a vu pour la première fois une photo de son mari Ali Raza, lui-même scénariste aux studios Mehboob (en), lors d'un tournage au Famous Studios. Son coiffeur lui a montré la photo de Raza dans le magazine de cinéma Filmindia (en) et lui a demandé pourquoi elle ne voulait pas l'épouser. Elle aimait l'idée car elle avait entendu parler d'Ali Raza.
Bientôt, son co-acteur Mukri (en) lui propose également de faire de même. Ils jouent les cupidons, puis leurs parents se rencontrent, et enfin ils se marient. Ainsi, le mariage est arrangé par les deux familles à la manière indienne habituelle. Le couple n'a pas eu la chance d'avoir des enfants, ce qui les a profondément déçus. Ils adoptent ensuite le fils de la sœur de Nimmi, qui vit aujourd'hui à Londres. Son mari Ali Raza est décédé en 2007,.

### Maladie et mort
Le 25 mars 2020, elle décéde à l'âge de 87 ans. Après une longue maladie, l'actrice est conduite à l'hôpital de Juhu après s'être plainte d'essoufflement. Le soir même, les médecins confirment son décès. Elle avait fait des allers-retours à l'hôpital au cours de l'année écoulée en raison de sa maladie,,.
Après sa mort, Lata Mangeshkar commente et se souvient d'elle comme d'une dame bien élevée et gracieuse.

## Prix et reconnaissance
- Kalakar Award (prix de la légende vivante) en 2015[1].

## Filmographie
| Année | Film                     | Rôle                | Notes                                        |
| ----- | ------------------------ | ------------------- | -------------------------------------------- |
| 1949  | La Mousson (Barsaat)     | Neela               | Premier film                                 |
| 1950  | Wafaa                    |                     |                                              |
| 1950  | Raj Mukut                |                     |                                              |
| 1950  | Jalte Deep               |                     |                                              |
| 1951  | Sazaa (en)               | Asha                |                                              |
| 1951  | Buzdil                   |                     |                                              |
| 1951  | Deedar (en)              | Champa              |                                              |
| 1951  | Bedardi                  |                     |                                              |
| 1951  | Badi Bahu                |                     |                                              |
| 1952  | Daag (en)                | Parvati "Paro"      |                                              |
| 1952  | Mangala, fille des Indes | Mangala             |                                              |
| 1952  | Aandhiyan (en)           | Rani                |                                              |
| 1953  | Humdard                  |                     |                                              |
| 1953  | Aabshar (en)             |                     |                                              |
| 1953  | Alif Laila (en)          |                     |                                              |
| 1954  | Amar (en)                |                     |                                              |
| 1954  | Pyaase Nain (en)         |                     |                                              |
| 1954  | Kasturi                  |                     |                                              |
| 1954  | Danka                    |                     |                                              |
| 1955  | Society                  |                     |                                              |
| 1955  | Uran Khatola (en)        | Soni / Shibu        |                                              |
| 1955  | Kundan (en)              | Radha               |                                              |
| 1955  | Bhagwat Mahima           |                     |                                              |
| 1956  | Rajdhani (en)            |                     |                                              |
| 1956  | Bhai-Bhai (en)           | Rani                |                                              |
| 1956  | Basant Bahar (en)        | Gopi                |                                              |
| 1957  | Anjali                   |                     |                                              |
| 1957  | Chotte Babu              |                     |                                              |
| 1958  | Sohni Mahiwal (en)       |                     |                                              |
| 1959  | Pehli Raat               |                     |                                              |
| 1959  | Char Dil Char Rahen (en) | Pyari               |                                              |
| 1960  | Angulimaal (en)          | Princesse Maya      |                                              |
| 1961  | Shamma                   |                     |                                              |
| 1963  | Mere Mehboob (en)        | Najma, sœur d'Anwar |                                              |
| 1964  | Pooja Ke Phool (en)      | Gauri               |                                              |
| 1964  | Daal Me Kala (en)        | Manju               |                                              |
| 1965  | Akashdeep (en)           |                     |                                              |
| 1986  | Love & God (en)          | Laila               | Commencé en 1963, le film est sorti en 1986. |